# Тавда
Тавда (рус. Тавда) град је у Русији у Свердловској области.

## Становништво
| 1939.  | 1959.  | 1970.  | 1979.  | 1989.  | 2002.  | 2010.  |
| ------ | ------ | ------ | ------ | ------ | ------ | ------ |
| 25.186 | 47.954 | 47.434 | 46.386 | 45.735 | 40.686 | 35.421 |